# Rosice
Rosice (niem. Rossitz) − miasto w Czechach, w kraju południowomorawskim. Według danych z 31 grudnia 2003 powierzchnia miasta wynosiła 1 274 ha, a liczba jego mieszkańców 5 287 osób.

## Demografia
| Rok             | 1970  | 1980  | 1991  | 2001  | 2003  | 2009  |
| --------------- | ----- | ----- | ----- | ----- | ----- | ----- |
| Liczba ludności | 4 396 | 4 978 | 4 985 | 5 296 | 5 287 | 5 504 |

Źródło: Czeski Urząd Statystyczny

## Miasta partnerskie
- Lainate
- Strenči